# Krobia itanyi
Krobia itanyi es una especie de peces de la familia Cichlidae en el orden de los Perciformes.

## Morfología
Los machos pueden llegar alcanzar los 12,5 cm de longitud total.

## Alimentación
Come crustáceos pequeños y larvas de insectos

## Hábitat
Es una especie de clima tropical.

## Distribución geográfica
Se encuentran en Sudamérica:  cuenca del río Marowijne (Surinam y Guayana Francesa ).